# Андрю Шлафли
Андрю Лейтън Шлафли (на английски: Andrew Layton Schlafly) е американски адвокат и активист с християнски консервативни възгледи, основател и собственик на уики проектът Консервапедия. Той е син на адвокатката с консервативни възгледи Филис Шлафли.

## Биография
Андрю Шлафли е роден на 27 април 1961 г. в град Алтон, щата Илинойс, Съединени американски щати. Роден е в семейство на шест деца. Неговият прапрадядо Аугуст Шлафли е швейцарски имигрант в Съединените щати. Баща му Фред Шлафли е бил адвокат, а майка му Филис (по баща Стюарт) оглавява движението, противопоставящо се на поправката за равни права и основава консервативната група за застъпничество Eagle Forum.
Той завършва начално училище в Сейнт Луис, а по-късно получава бакалавърска степен по електротехника и сертификат по инженерна физика от Принстънският университет през 1981 г.
През 1984 г. Шлафли се жени за Катрин Косарек, студентка по медицина и колежка от Принстънският университет. Те се установяват да живеят във Фар Хилс, щата Ню Джърси.